# Suqian
Suqian (chiń. 宿迁; pinyin Sùqiān) – miasto o statusie prefektury miejskiej we wschodnich Chinach, w prowincji Jiangsu. W 2010 roku liczba mieszkańców miasta wynosiła 455 710. Prefektura miejska w 1999 roku liczyła 5 446 503 mieszkańców.